# Vamp (film)
Vamp è un film del 1986, diretto da Richard Wenk. Protagonista del film è la cantante Grace Jones.

## Trama
La storia narra di due ragazzi Keith e A.J., che pur di entrare in una confraternita studentesca decidono di procurarsi una spogliarellista. Accompagnati dal "finto amico" ricco yuppie Duncan raggiungono la città in cui si trova il club "DOPO IL BUIO" locale prescelto in cui ingaggiare la spogliarellista. Dopo un vivace scambio di vedute con una banda di albini psicopatici capitanata da Snow, i tre amici raggiungono l'interno del locale accolti dalla classe e dall'eleganza del nostalgico maître Vic. Qui i tre rimangono folgorati dall'esibizione di Katrina, scoprendo poi che essa non è altro che una vampira, come del resto tutti quelli che lavorano nel locale e vivono nelle vicinanze. Al termine di una notte di fughe e avventure, il solo Keith, insieme alla simpatica e svampita ballerina Amaretto riuscirà a sconfiggere l'orda vampiresca e Katrina (con una freccia del suo arco e con l'aiuto della luce del sole) e a sopravvivere. L'inseparabile amico A.J. finirà invece vampirizzato rimanendo con la comunità dei non morti non prima di un ultimo e insperato salvataggio dell'amico.